# بخش گوشن (شهرستان ماهونینگ، اوهایو)
بخش گوشن (به انگلیسی: Goshen Township) یک منطقهٔ مسکونی در ایالات متحده آمریکا است که در شهرستان ماهونینگ، اوهایو واقع شده‌است.
 بخش گوشن ۸۵٫۰ کیلومتر مربع مساحت و ۳٬۲۴۳ نفر جمعیت دارد و ۳۷۱ متر بالاتر از سطح دریا واقع شده‌است.